# Siegfried Leutert
Siegfried Leutert (ur. 23 października 1930 w Lipsku) – wschodnioniemiecki kierowca wyścigowy.

## Biografia
Pracował w klubie MC Leipzig, przygotowując silniki wyścigowe. W 1962 roku zadebiutował we Wschodnioniemieckiej Formule Junior, ścigając się Melkusem 61. Rok później zmienił pojazd na SEG I i rywalizował w LK II (klasie II), zdobywając wicemistrzostwo serii. Od 1964 roku startował SEG II. W tamtym sezonie wystartował w pierwszym wyścigu Pucharu Pokoju i Przyjaźni. Reprezentował NRD w tych zawodach do 1966 roku, najlepiej finiszując w Budapeszcie w 1966 roku (czwarte miejsce). W mistrzostwach krajowych wywalczył łącznie trzy podia, a po 1966 roku zakończył karierę zawodniczą.

## Wyniki
| Legenda oznaczeń w tabelach wyników Wyświetl szablon na nowej stronie | Legenda oznaczeń w tabelach wyników Wyświetl szablon na nowej stronie                                                                     |
| Oznaczenie                                                            | Wyjaśnienie |
| --------------------------------------------------------------------- | --- |
| Złoty                                                                 | Zwycięzca lub mistrzostwo |
| Srebrny                                                               | 2. miejsce lub wicemistrzostwo |
| Brązowy                                                               | 3. miejsce lub II wicemistrzostwo |
| Zielony                                                               | Ukończył, punktował (w klasyfikacji generalnej, gdy zdobył co najmniej jeden punkt na przestrzeni sezonu, poza trzema powyższymi opcjami) |
| Niebieski                                                             | Ukończył, nie punktował (w klasyfikacji generalnej, gdy nie zdobył co najmniej jednego punktu na przestrzeni sezonu)                      |
| Czerwony                                                              | Nie zakwalifikował się (NZ) |
| Czerwony                                                              | Nie prekwalifikował się (NPK) |
| Różowy                                                                | Nie ukończył (NU) |
| Różowy                                                                | Niesklasyfikowany (NS) (w klasyfikacji generalnej, gdy nie został sklasyfikowany w żadnym wyścigu sezonu)                                 |
| Czarny                                                                | Zdyskwalifikowany (DK) |
| Czarny                                                                | Wykluczony (WYK/EX) |
| Biały                                                                 | Nie wystartował (NW) |
| Biały                                                                 | Kontuzjowany (K/INJ) |
| Biały                                                                 | Wyścig odwołany (OD/C) |
| Bez koloru                                                            | Został wycofany (WYC/WD) |
| Bez koloru                                                            | Nie przybył (NP/DNA) |
| Bez koloru                                                            | Nie brał udziału w treningach (NT/DNP) |
| Bez koloru                                                            | Nie został zgłoszony (–) |
| Pogrubienie                                                           | Start z pole position |
| Kursywa                                                               | Najszybsze okrążenie wyścigu |
| †                                                                     | Nie ukończył, ale jego rezultat został zaliczony ze względu na przejechanie więcej niż 90% dystansu wyścigu.                              |
| *                                                                     | Sezon w trakcie |
| 1/2/3                                                                 | Punktowana pozycja w sprincie kwalifikacyjnym                                                                                             |
| Lista systemów punktacji Formuły 1                                    | |

### Puchar Pokoju i Przyjaźni
| Rok  | Samochód | Silnik   | Wyniki w poszczególnych eliminacjach | Wyniki w poszczególnych eliminacjach | Wyniki w poszczególnych eliminacjach | Wyniki w poszczególnych eliminacjach | Pkt. | Msc. |
| ---- | -------- | -------- | ------------------------------------ | ------------------------------------ | ------------------------------------ | ------------------------------------ | ---- | ---- |
| 1964 |          |          |                                      | Czechosłowacja                       |                                      |                                      | ?    | ?    |
| 1964 | SEG II   | Wartburg | NU                                   | ?                                    | ?                                    | ?                                    | ?    | ?    |
| 1965 |          |          |                                      | Czechosłowacja                       |                                      |                                      | ?    | ?    |
| 1965 | SEG II   | Wartburg | ?                                    | ?                                    | 7                                    |                                      | ?    | ?    |
| 1966 |          |          |                                      |                                      |                                      |                                      | ?    | ?    |
| 1966 | SEG II   | Wartburg | 4                                    | -                                    | -                                    | -                                    | ?    | ?    |

### Wschodnioniemiecka Formuła 3
W latach 1960–1963 mistrzostwa rozgrywano według przepisów Formuły Junior.
| Rok  | Zespół     | Samochód  | Silnik   | Wyniki w poszczególnych eliminacjach | Wyniki w poszczególnych eliminacjach | Wyniki w poszczególnych eliminacjach | Wyniki w poszczególnych eliminacjach | Wyniki w poszczególnych eliminacjach | Wyniki w poszczególnych eliminacjach | Pkt. | Msc. |
| ---- | ---------- | --------- | -------- | ------------------------------------ | ------------------------------------ | ------------------------------------ | ------------------------------------ | ------------------------------------ | ------------------------------------ | ---- | ---- |
| 1962 |            |           |          |                                      |                                      |                                      |                                      |                                      |                                      | 0    | NS   |
| 1962 | MC Leipzig | Melkus 61 | Wartburg | -                                    | -                                    | -                                    | NU                                   | NW                                   | -                                    | 0    | NS   |
| 1964 |            |           |          |                                      |                                      |                                      |                                      |                                      |                                      | 5    | 8    |
| 1964 | MC Leipzig | SEG II    | Wartburg | NU                                   | 9                                    | NU                                   | NU                                   | NU                                   | 5                                    | 5    | 8    |
| 1965 |            |           |          |                                      |                                      |                                      |                                      |                                      |                                      | 15   | 6    |
| 1965 | MC Leipzig | SEG II    | Wartburg | NU                                   | NU                                   | NU                                   | 7                                    | 3                                    | 4                                    | 15   | 6    |
| 1966 |            |           |          |                                      |                                      |                                      |                                      |                                      |                                      | 10   | 6    |
| 1966 | MC Leipzig | SEG II    | Wartburg | 3                                    | NU                                   | NU                                   | -                                    | 13                                   | 3                                    | 10   | 6    |